# (889) Erynia
(889) Erynia ist ein Asteroid des Hauptgürtels, der am 5. März 1918 vom deutschen Astronomen Max Wolf in Heidelberg entdeckt wurde.
Der Asteroid ist benannt nach den Erinyen (Furien) aus der griechischen Mythologie.